# 天主教馬拉若自治監督區
天主教馬拉若自治監督區（拉丁語：Praelatura Territorialis Maraiensis）是巴西一個羅馬天主教自治監督區，屬貝倫總教區。
監督區成立於1928年4月14日，位於帕拉州東部，包括馬拉若島北部，教座位於索里。2004年有教友230,000人（佔轄區總人口88.5%）、九個堂區、十五名司鐸。現任監督為若瑟·類思·阿斯柯納·埃爾莫索。